# La Souricière (film)
Pour les articles homonymes, voir La Souricière.
Pour plus de détails, voir Fiche technique et Distribution.
La Souricière est un film français réalisé par Henri Calef, sorti en 1950.

## Synopsis
Un jeune dévoyé tue une vieille dame pour la voler. Arrêté, il croit que c'est pour ce crime, ne cache rien à son avocat, qui lui apprend bientôt qu'il est seulement accusé d'un autre vol antérieur à son crime. Condamné à six mois de prison avec sursis, il devra répondre aussi du crime de la vieille dame.

## Fiche technique
- Titre : La Souricière
- Réalisation : Henri Calef
- Scénario : André Gillois
- Photographie : Jacques Lemare
- Décors : Janine Mabric
- Son : René Longuet
- Assistant réalisateur : Jack Pinoteau
- Maquillage : Hagop Arakelian
- Montage : Claude Nicole
- Société de production : Société des établissements L. Gaumont
- Format : Noir et blanc - 35 mm - 1,37:1 - Mono
- Pays d'origine :  France
- Genre : Drame
- Durée : 100 minutes
- Date de sortie : 
  - France, 27 janvier 1950

## Distribution
- François Périer : Michel Riverain
- Pierre Larquey : le juge Gravelle
- Paul Faivre : un juge
- Jean Marchat : Me Lebondit
- Bernard Blier : Jean-Pierre Lesourd
- Marcel Mouloudji : Mouton, l'assassin
- Danielle Godet : Jacqueline
- Berthe Bovy : Mlle Germaine
- Junie Astor : Simone Lesourd
- André Carnège : le bâtonnier
- René Lacourt : le juge d'instruction
- Jacques Courtin : l'inspecteur
- Georges Pally : un membre du conseil
- Albert Michel : un prévenu
- Jean-Pierre Kérien : Lebray
- Lucien Frégis : un inspecteur
- René Hell : un inspecteur
- Guy Favières : un juré
- Daniel Ivernel : un juré
- Henri Marchand : un juré
- Rolla Norman : un juré
- Georges Paulais : un juré
- Marcelle Praince : Olga
- Paul Temps : un avocat
- Henri Hennery : un avocat
- Jacques Roussel : un avocat
- Éliane Saint-Jean : la secrétaire de Me Lebondit
- Pierre Clarel